# Раффин, Джозефина Сен-Пьер
Жозефина Ст. Пьер Раффин (род. 31 августа 1842, Бостон, Массачусетс — 13 марта 1924, Бостон, Массачусетс) — афроамериканская журналистка, издатель, суфражистка, редактор газеты «Женская эпоха» (the Woman’s Era), первой газеты для афроамериканок.

## Ранние годы и образование
Раффин родилась 31 августа 1842 года в Бостоне, штат Массачусетс, в семье успешного портного из Мартиники Джона Ст. Пьера и Элизабет Матильды Менхеник.
Раффин посещала государственные школы в Чарлстауне и Салеме, позже — частную школу в Нью-Йорке. Окончила школу Боудин (не то же самое, что Боудин-колледж).

## Деятельность

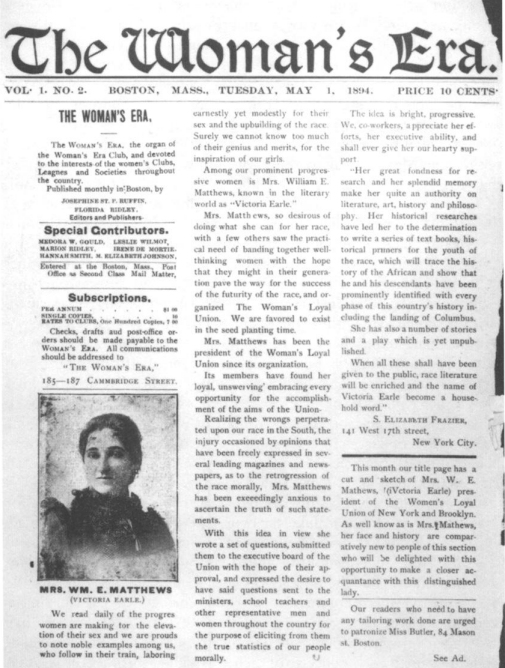
Страница из газеты Женская эпоха, май 1894

В 1869 году Раффин вместе с Люси Стоун и Джулией Уорд Хау становятся членами Американской ассоциации суфражисток (American Woman Suffrage Association) в Бостоне. В середине 1890-х годов Жозефина стала членом Английского женского клуба (New England Women’s Club), первого женского клуба США. Раффин также издавала еженедельную газету для афроамериканцев «The Courant» и была членом Ассоциации женской прессы (New England Woman’s Press Association).
С 1890 по 1897 год Раффин была редактором газеты «Женская эпоха», первой газеты, издававшейся афроамериканкой для афроамериканок.
В 1894 Жозефина вместе со своей дочерью Флоридой Раффин Ридли и школьной директрисой Марией Луизой Балдуин создают Клуб Женской эпохи (позже — Клуб Новой эпохи), основной целью которого была защита прав темнокожих женщин.
В 1895 году Раффин организовывает Национальную федерацию афроамериканок (National Federation of Afro-American Women). Она созывает Первую национальную конференцию темнокожих женщин Америки (National Conference of the Colored Women of America) в Бостоне, в которой приняли участие члены 42 женских клубов из 14 штатов. Год спустя Федерация объединилась с Союзом темнокожих женщин (Colored Women’s League), создав таким образом Национальную ассоциацию клубов темнокожих женщин (National Association of Colored Women Clubs), в которой Раффин была вице-президентом.
В 1900 году Жозефина Раффин должна была принять участие в заседании Общей федерации женских клубов (General Federation of Women’s Clubs) и быть представителем сразу трёх организаций: Клуба Новой эпохи, Английского женского клуба и Ассоциации женской прессы. Однако Жозефину не допустили к заседанию по причине того, что все участницы Клуба Новой эпохи были темнокожими. Это событие получило название «Инцидент Раффин». После этого Клуб Женской эпохи выступил с официальным заявлением, что «темнокожие женщины должны ограничиться своими собственными клубами, и тогда перед ними откроются новые возможности».

## Личная жизнь
Жозефина вышла замуж за Джорджа Луи Раффина в 1858 году, когда девушке было 16. Молодожёны переехали в Ливерпуль, но вскоре вернулись в Бостон. У них было пятеро детей: Хуберт, ставший адвокатом; Флорида Ридли, директор школы и соучредитель Женской эпохи; Стэнли, изобретатель; Джордж, музыкант; Роберт, умерший на первом году жизни.
Жозефина Раффин умерла 13 марта 1924 года от нефрита в своём доме в Бостоне, похоронена на кладбище Маунт Оберн (Mount Auburn Cemetery).

## Память
В 1995 году Раффин была включена в Национальный зал славы женщин.